# グランドケイマン

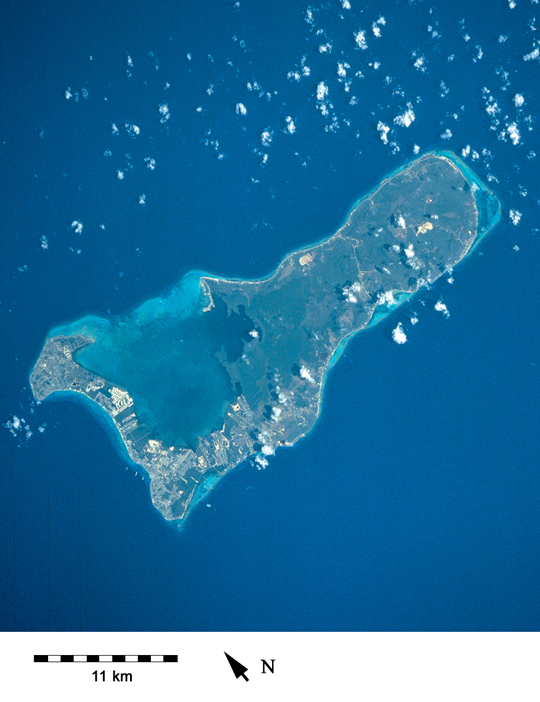
グランドケイマン（NASAの衛星写真）

グランドケイマン (Grand Cayman) とは、イギリス領ケイマン諸島最大の島。首都のジョージタウンがある。面積は196.84Km²。
オーエン・ロバーツ国際空港と港湾施設がある西側は、かなり開発されていて、街とリゾート地になっている。この島のよく知られた海岸は、セブンマイルビーチとラム・ポイントである。タートル・ファームという海亀の飼育場もある。ヘルと呼ばれる所には黒い石灰岩層があり、地獄の様な風景からヘル（Hell）と呼ばれている。島の東側は、ほとんど開発されていないが、ボタニカル・ガーデンという国立植物園やマスティック・トレイル（Mastic Trail）などの島の自然を堪能する事が出来る場所がある。歴史名所であるボーデンタウン（BoddenTown）はケイマン諸島最古の入植地の村でかつての首都だった。1780年に島最初の入植者ウィリアム・ボーデンが黒人奴隷のプランテーションのために建てた「ペドロ・セントジェームズ・キャッスル（Pedro St. James Castle）」という建物があり、大砲など配備して要塞の役割も果たしていた建物である。この建物は後にケイマン諸島で最初に選挙などの会議を行う場所などにも使われていた。現在は博物館のような施設になっており、展示やお土産ギフトを売るショップやカフェなどがある。
1503年にクリストファー・コロンブスにより発見され、岩と間違えるほど沢山の海亀がいた事からスペイン語で海亀を意味するラス・トルトゥガス（Las Tortugas）と命名した。しかし発見当時アメリカワニも多く生息していた事から、1530年頃に先住民のカリブ族の言葉でワニを意味するケイマナス（Caymanas）と言う名で呼ばれるようになり、それが現在の「ケイマン」の名の語源になっている。1580年には海賊のフランシス・ドレークも島に来ている。1655年にイギリス海軍のオリバー・クロムウェルの海兵や難破船の船員が島に住むようになり、1670年にジャマイカに属するイギリス植民地となっていた。1773年にイギリス海軍の測量師ジョージ・ゴールドが島の海岸を調査するために任命されて島に来た時、サウスサイドという所には島の総人口の約半分である400人程が住んでた。ゴールドが来た時に、島の中心地はボーデンタウンとなった。ボーデンタウンは1655年にオリバー・クロムウェルの海兵であったウィリアム・ボーデンが島の最初の入植者であった事による。ゴールドが調査で島に来た時に出会ったアイザック・ボーデンは島で最初に生まれた島民で、最初の入植者であるウィリアム・ボーデンの直孫であった。1780年にペドロ・セントジェームズ・キャッスルというプランテーションの家を建てると、大砲なども配備し、島の入植地を襲う海賊やスペイン軍から守る要塞の役割も果たしていた。20世紀始めに島の首都はジョージタウンに移った。1962年にジャマイカが独立するとグランドケイマン島はケイマンブラック島とリトルケイマン島共にそのままイギリス領にとどまった。